# Maks Strmecki
Maks Strmecki, slovenski politični delavec, * 30. maj 1908, Jenkovo, Italija, † 28. februar 1943, Vavta vas.

## Življenje in delo
Rodil se je v družini finančnega preglednika v Jenkovem (ital. Vencò) pri Krminu. Ljudsko šolo je obiskoval v Krškem, gimnazijo v Ljubljani in 1927 maturiral. Vpisal je študij medicine na ljubljanski medicinski fakulteti, ki pa ga ni končal. V času študija je bil med ustanovitelji Kluba neodvisnih akademikov. V Komunistično partijo Jugoslavije je bil sprejet 1929 in hkrati postal sekretar pokrajinskega komiteja SKOJa za Slovenijo, bil večkrat aretiran in za krajši čas zaprt. Leta 1931 je bil ponovno aretiran in na sodnem procesu obsojen na 7 let zapora, katerega je prestajal v Sremski Mitrovici. Po prestani kazni 1937 je nadaljeval študij in hkrati delal v Kmečko-delavskem gibanju ter Zvezi delavnega ljudstva Slovenije. Leta 1938 se je preselil v Krško, kjer je stažiral v bolnišnici. Od 1940 je bil okrožni sekretar Komunistične partije Slovenije v Posavju. Po okupaciji 1941 in ustanovitvi Osvobodilne fronte se je posvetil  propagandnemu delu in narodnoosvobodilnemu gibnju. Aprila 1942 je odšel v partizane in politično deloval na Notranjskem, v novomeškem okrožju ter v Cankarjevi brigadi. Pisal je tudi članke, ki jih je objavljal v Delu. V člankih je zagovarjal mnenje, da je Jugoslavija mogoča samo na podlagi samoodločbe narodov. Februarja 1943 je bil v spopadu pri Vavri vasi ranjen, fašistični vojaki so ga zajeli in ga po hudem mučenju ustrelili.